# B'z LIVE in 難波
《B'z LIVE in なんば》，是日本樂團B'z的第10張LIVE作品映像化(第8張DVD)。

## 簡介
- 2006年9月1日於湊町PA所舉辦的演唱會。
- 為免費招待演唱會，從專輯MONSTER裡附贈的招待卷中抽選1400名歌迷參與。
- 由於此場演唱會與2006年的Live-GYM結束日期只差2天，因為選曲與Live-GYM重複性高，加上海外放送的關係，因此加上了「Real Thing Shakes」「DEVIL」「Brighter Day」全英語歌詞的歌曲，演唱單曲HOME時也將歌詞改為英語。
- 與2008年9月17日發行的精選輯B'z The Best "ULTRA Treasure"裡附贈的DVDB'z SHOWCASE 2007 -19- at Zepp Tokyo合成B'z LIVE in なんば 2006 & B'z SHOWCASE 2007 -19- at Zepp Tokyo，2010年12月22日以藍光光碟發售

## 收錄會場
湊町PA

## 演奏
團員
- 松本孝弘:吉他，製作人
- 稻葉浩志:主唱

支援樂手
- 增田隆宣:電子琴
- Shane Gaalaas:鼓
- 德永曉人:貝斯，合聲
- 大田紳一郎:吉他，合聲

## 收錄內容
1. ALL-OUT ATTACK
2. juice
3. ピエロ
4. ネテモサメテモ
5. ゆるぎないものひとつ
6. Real Thing Shakes
7. DEVIL
8. Brighter Day
9. TAK'S SOLO
10. 雨だれぶるーず
11. HOME
12. MONSTER
13. 衝動
14. 愛のバクダン
15. LOVE PHANTOM
16. ギリギリchop
17. SPLASH!
18. RUN